# Јабланица (притока Колубаре)
Јабланица је река у северозападном делу централне Србије. Извире на источним падинама планине Јабланик, 1 km узводно од Ваљева спаја се са Обницом и чине Колубару. Дужина јој износи 21,5 км, површина слива 148 km², а просечан проток 2 m³/с. Долином Јабланице води савремен асфалтни пут од Ваљева, преко Повлена, ка Рогачици, Бајиној Башти, планини Тари, Кремни и Вишеграду.
- Izvor reke Jablanice podno planine Jablanik 1
- Izvor reke Jablanice podno planine Jablanik 2
- Izvor reke Jablanice podno planine Jablanik 3
- Izvor reke Jablanice podno planine Jablanik 4
- Izvor reke Jablanice podno planine Jablanik stara napuštena vodenica